# Helen Smith Woodruff
Helen Smith Woodruff (* 7. Juni 1888 in Selma, Alabama; † 14. Oktober 1924 in New York City) war eine US-amerikanische Autorin von Kinder- und Jugendbüchern, die vor allem im zweiten Jahrzehnt des 20. Jahrhunderts populär waren. Ihr meistverkauftes Buch war der Roman The Lady of the Lighthouse (1913). Heute sind ihre Romane fast vergessen, aber sie war auch deshalb bemerkenswert, weil alle Gewinne aus ihren Büchern für wohltätige Zwecke verwendet wurden.

## Leben
Helen war Tochter von Oscar Emmet und Emma West Smith. Ihre Schulbildung erhielt sie von Privatlehrern. Im Alter von 18 Jahren heiratete sie Lewis B. Woodruff aus New York City, wo sie nach der Heirat bis zu ihrem frühen Tod lebte.
Während ihrer schriftstellerischen Laufbahn wurde Woodruff Mitglied der Authors League of America und saß in deren Exekutivrat. Am 14. Oktober 1924 starb sie im Alter von nur 36 Jahren an den Folgen eines Fenstersturzes aus dem zweiten Stock ihres New Yorker Hauses. Es ist umstritten, ob ihr Tod Selbstmord war oder möglicherweise die Folge eines Deliriums aufgrund einer längeren Krankheit.

## Werk
Fast alle Bücher Woodruffs sind im Süden der USA angesiedelt. Mr. Doctor-Man (1915) z. B. erzählt vom Kampf eines Kleinstadtarztes um ein Krankenhaus für notleidende Kinder in der fiktiven Stadt Hamburg, die die Stadt Birmingham in Alabama vertritt. Auch in ihren Werken Mis’ Beauty (1912) und The Little House (1914) bedient sich die Autorin bei Charakteren und der Sprache der Südstaaten.
Woodruffs Romane zeichnen sich vor allem durch ihren Optimismus aus. Ihr Kinderbuch Really Truly Fairy Stories (1915) schildert die Abenteuer eines unzufriedenen jungen Mädchens, das nach ihrer Adoption durch Feen ihr Glück findet. The Lady of the Lighthouse (1913), ihr beliebtestes Buch, handelt davon, die Welt eines blinden Jungen zu erhellen. Den Erlös all ihrer Bücher spendete Woodruff für wohltätige Zwecke. The Lady of the Lighthouse z. B. brachte 300.000 Dollar für die New Yorker Blindenvereinigung (heute Lighthouse Guild) ein; ihr Bühnenstück Hurrah for the Girls (1918) spielte Geld für das American Committee for Devastated France ein; und der Erlös von Mr. Doctor-Man half beim Bau des Kinderkrankenhauses in Birmingham, für das sie sich zeitlebens einsetzte.

## Werke

### Bücher
- Mis’ Beauty (1912)
- The Lady of the Lighthouse (1913)
- Really Truly Nature Stories (1913)
- The Little House (1914)
- Mr. Doctor-Man (1915)
- Really Truly Fairy Stories (1915)
- The Imprisoned Freeman (1918)
- What David Did (1921)

### Theaterstücke
- Hurrah for the Girls (1918)
- Kitty, Kitty, Kitty (1919)
- By Love’s Speedometer (1919)